# وودرو لويد
وودرو لويد هو نقابي وسياسي كندي، ولد في 16 يوليو 1913 في كندا، وتوفي في 7 أبريل 1972 في سول في كوريا الجنوبية. حزبياً، نشط في Co-operative Commonwealth Federation ‏ وSaskatchewan New Democratic Party ‏. وقد انتخب عضو المجلس التشريعي من ساسكاتشوان عن دائرة Biggar (former provincial electoral district) ‏ (15 يونيو 1944 – 23 يونيو 1971) وانتخب Premier of Saskatchewan ‏ (7 نوفمبر 1961 – 22 مايو 1964).